# جیمی هستینگز
جیمز برایان گوردون هستینگز (۱۲ مه ۱۹۳۸–۱۸ مارس ۲۰۲۴) یک موسیقیدان بریتانیایی مرتبط با صحنهٔ کانتربری بود که ساکسیفون، فلوت و کلارینت می‌نواخت.
او به همراه برادرش پای هستینگز در گروه کاروان، با گروه‌های سافت ماشین، هتفیلد اند د نورث، نشنال هلث، برایان فری، ترپز، کریس اسکوایر نوازندگی کرد. او در گروه جاز هشت نفره هامفری لیتلتون، ساکسیفون آلتو، کلارینت و فلوت می‌نواخت. او به همراه دیگر اعضای گروه لیتلتون، در آلبوم فراموشکار از گروه ردیوهد در سال ۲۰۰۱ اجرا داشت.
هستینگز در ۱۸ مارس ۲۰۲۴، در سن ۸۵ سالگی درگذشت.

## آهنگ‌شناسی

### جان هورلر و جیمی هستینگز
- نقطه تقاطع (۱۹۸۶)

### کاروان
- کاروان (۱۹۶۸)
- اگر می‌توانستم همه چیز را دوباره از اول انجام دهم، روی تو انجامش می‌دادم (۱۹۷۰)
- در سرزمین خاکستری و صورتی (۱۹۷۱)
- واترلو لیلی (۱۹۷۲)
- برای دخترانی که شب‌ها چاق می‌شوند (۱۹۷۳)
- کاروان و سمفونی جدید (۱۹۷۴)
- بدلکاری‌های زیرکانه (۱۹۷۵)
- سگ کور در سنت دانستان (۱۹۷۶)
- نبرد هستینگز (۱۹۹۵)